# ジェラルド・マクレラン
ジェラルド・マクレラン（Gerald McClellan、1967年10月23日 - ）は、アメリカ合衆国の元プロボクサー。イリノイ州フリーポート出身。元WBO・WBC世界ミドル級王者。
ミドル級屈指のハードパンチャーで、31勝（3敗）のうちKO勝ちを29度（そのうち初回KOは20度）記録。

## 来歴
1988年8月12日、プロデビュー（初回KO勝ち）。
1989年、8回戦で2度の判定負けを経験。
1991年11月20日、世界初挑戦。WBO世界ミドル級王者ジョン・ムガビ（ウガンダ）に挑み、初回TKO勝ち。25戦目で初の世界王者となった。その後、同タイトルの防衛戦は行わず、ノンタイトル戦4試合を初回か2回にKOまたはTKOで勝利した。
1993年5月8日、WBC世界ミドル級王者ジュリアン・ジャクソン（米領バージン諸島）に挑み、5回TKO勝ち。2団体の世界王座統一を果たすが、この日のうちにWBO王座は剥奪された。以降は3度の防衛戦を全て初回KOまたはTKO勝ち。1994年12月、スーパーミドル級での世界挑戦決定に伴い王座返上。
1995年2月25日、敵地でWBC世界スーパーミドル級王者ナイジェル・ベン（英国）に挑戦。初回、開始から1分足らずでいきなりダウンを奪う好スタートを見せたが、2回以降は王者も持ち直し、一進一退。そんな中、8回には右の強打で王者から2度目のダウン。しかし、その後の追撃はならず。迎えた10回、王者の右の強打をまともに浴びて遂にダウン。辛くも立ち上がったものの、王者のさらなる追撃にさらされ、程なくして2度目のダウン。ここから立ち上がることができず、そのまま10カウント。よもやの大逆転KO負けを喫してしまう。KO時は自力で歩いてコーナーに戻ったが、その直後に意識不明に陥り、すぐさま会場近くの病院へ搬送。検査の結果、脳内出血が確認され、緊急手術が施された。幸い一命は取りとめたものの、半身不随・失明、24時間の看護が必要な状態となってしまった。この試合でベンはマクレランに度々ラビットパンチ（後頭部打ち）を行ったとされ、それを注意しなかったレフェリーと共に非難されることになった。　

## 獲得タイトル
- WBO世界ミドル級王座
- WBC世界ミドル級王座（防衛3）